# Autostrada A32
L'autostrada A32, nota anche come Autostrada del Frejus o Torino-Bardonecchia, è un'infrastruttura autostradale lunga 72,4 km con percorso che si sviluppa interamente nella città metropolitana di Torino. Partendo dal capoluogo piemontese, collega l'Italia alla Francia col traforo stradale del Frejus per poi proseguire fino a Lione come Autoroute A43.

## Storia
La sua costruzione iniziò subito dopo l'apertura del traforo stradale del Frejus nel luglio 1980; nel 1983 fu inaugurato il tratto Savoulx-Traforo, a unica carreggiata con tre corsie, di cui due per la salita verso il traforo.
Nel 1987 fu aperta al traffico la tratta Deveys-Savoulx, già a carreggiate separate, mentre dal 1985 erano iniziati i lavori della tratta più complessa dal punto di vista orografico e quindi delle opere, la Susa-Deveys appunto.
Parallelamente, a valle si procedeva dalla barriere di Bruere e dallo svincolo di Rivoli (raccordo della tangenziale di Torino), aprendo i tratti Avigliana-Bussoleno Rivoli-Avigliana, tutti entro il 1990.
Nel novembre 1992 veniva terminata la tratta più difficile da Susa Est a Deveys, con, tra l'altro, la galleria Cels, a doppia canna, lunga 5,2 km.
Quasi tutto era terminato: mancava il tassello Bussoleno-Susa Est, con la lunga galleria Prapontin di 4,4 km; tale tratta fu terminata entro l'estate del 1994.
Successivamente, nel 1997, è stato aperto il nuovo svincolo di Oulx Ovest-S.S. 24 Monginevro con una lunga galleria, mentre le Olimpiadi di Torino 2006 hanno permesso di trovare i finanziamenti per raddoppiare la tratta da cui è iniziata la storia dell'autostrada: la Savoulx-Traforo Frejus, anch'essa a carreggiate separate, con due corsie per senso di marcia.

## L'autostrada oggi
L'autostrada ha la sua progressiva chilometrica d'inizio tre chilometri dopo la barriera di pedaggio di Bruere, al termine del ramo di connessione della Tangenziale di Torino, appartenente alla Tangenziale Nord essendo già stato realizzato contestualmente al sistema tangenziale torinese. Dopo brevissima distanza, sottopassa la collina morenica di Rivoli tramite due gallerie, passate le quali inizia a percorrere con pendenze ridottissime l'ampio fondovalle della Bassa Valle di Susa, correndo a metà strada fra le statali 24 e 25. In questo tratto pressoché pianeggiante incontra le tre uscite di Avigliana, la sua barriera di pedaggio e gli svincoli di Borgone Susa e Chianocco.
Poco prima del comune di Bussoleno si trova la prima galleria di una certa lunghezza, la Prapontin, di circa 4,4 km, che serve sostanzialmente all'autostrada per aggirare il centro abitato e raggiungere agevolmente la conca di Susa, servita anch'essa da tre uscite, di cui una che collega direttamente la SS25 verso il Colle del Moncenisio.
Da questo punto in poi, l'orografia del percorso muta radicalmente, e l'autostrada comincia a salire con pendenze nettamente maggiori per superare la grande differenza di quota presente fra la città di Susa (circa 500 m s.l.m.) e il paese di Salbertrand (circa 1050 m s.l.m.), situato in Alta Valle, coprendo gli oltre 500 metri di dislivello in meno di 15 chilometri, su un tracciato ricco di viadotti e gallerie, tra cui la più lunga, la Cels, di circa 5,3 km, che supera le gole della Dora Riparia nei pressi del paese di Exilles e aggira l'omonimo forte.
Giunta in Alta Valle, l'autostrada spiana e incontra prima l'ultima barriera di pedaggio a Salbertrand, e successivamente le tre uscite di Oulx, tra cui l'ultima permette, tramite una circonvallazione classificata come raccordo autostradale, di collegare la A32 direttamente con la SS24 verso il Colle del Monginevro. Superata Oulx, inizia l'ultimo tratto (gratuito) che porta in direzione di Bardonecchia e del traforo, con pendenze nuovamente significative e un percorso che si sviluppa a mezza costa lungo il versante sinistro della valle. Lo svincolo di Bardonecchia si trova poche decine di metri prima dell'ultima area di servizio prima del traforo e della barriera di accesso a quest'ultimo, superata la quale, a una quota di circa 1300 m s.l.m. l'autostrada termina presso l'imbocco del Traforo del Frejus.
La gestione è di competenza della SITAF (Società Italiana per il Traforo Autostradale del Frejus), unitamente alla parte italiana del traforo.
La A32 fa parte, per quanto riguarda le strade europee e per la sua totalità, della E70, dorsale ovest-est che unisce La Coruna in Spagna con Trebisonda in Turchia.

### Pedaggi
A differenza della stragrande maggioranza delle autostrade italiane, la Torino-Bardonecchia non è dotata di caselli per il pagamento del pedaggio ai collegamenti con la viabilità ordinaria, ma sono presenti due sole barriere per la riscossione del pedaggio: una in Bassa Valle Susa, nel territorio del comune di Avigliana e una in Alta Valle Susa, nel territorio del comune di Salbertrand. Pertanto, qualsiasi percorso autostradale fra due collegamenti che non implichi l'attraversamento di una delle due barriere non è soggetto a pagamento di pedaggio.

### Tabella percorso

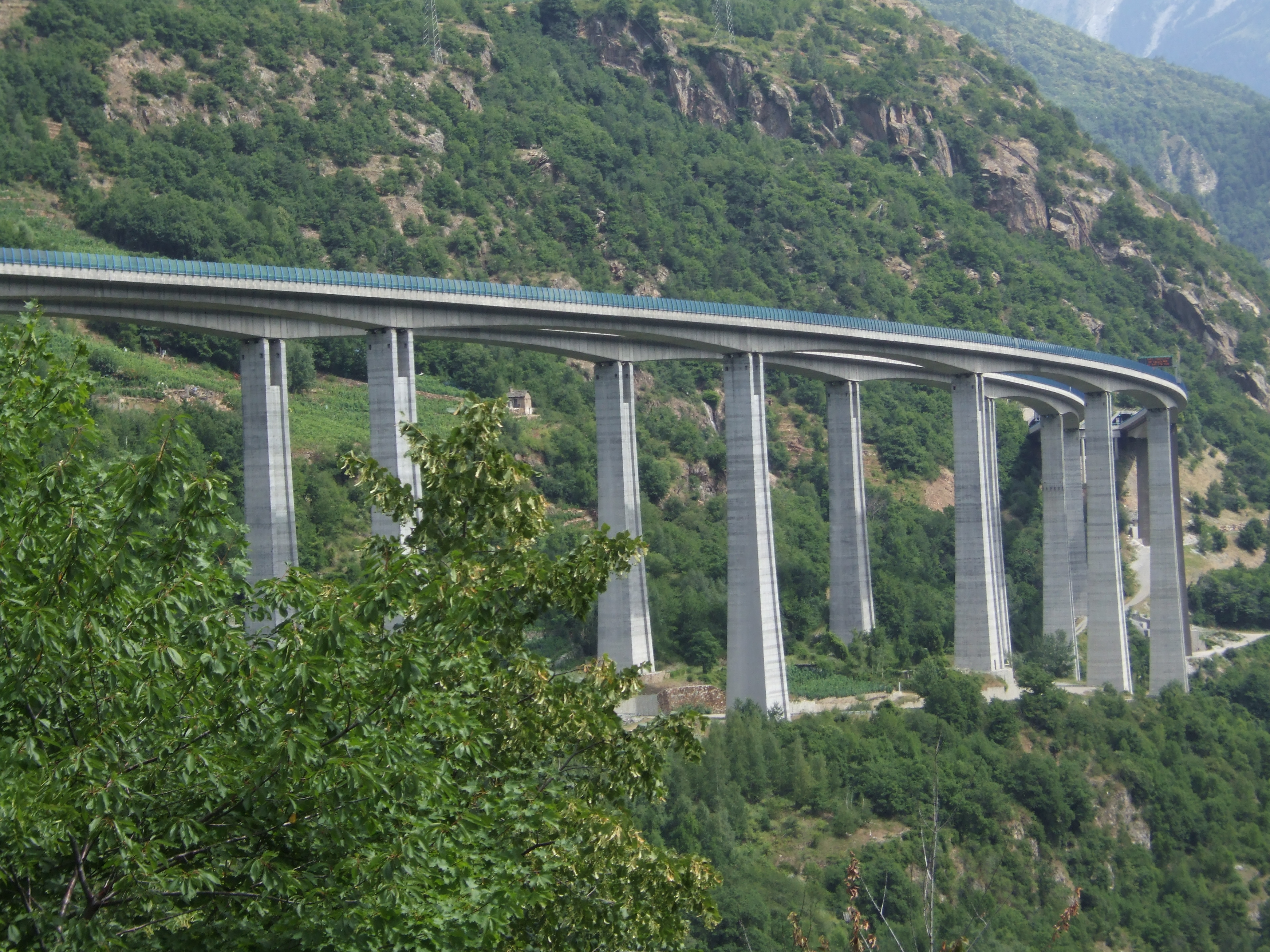
Il viadotto Ramat, di fronte al comune di Chiomonte

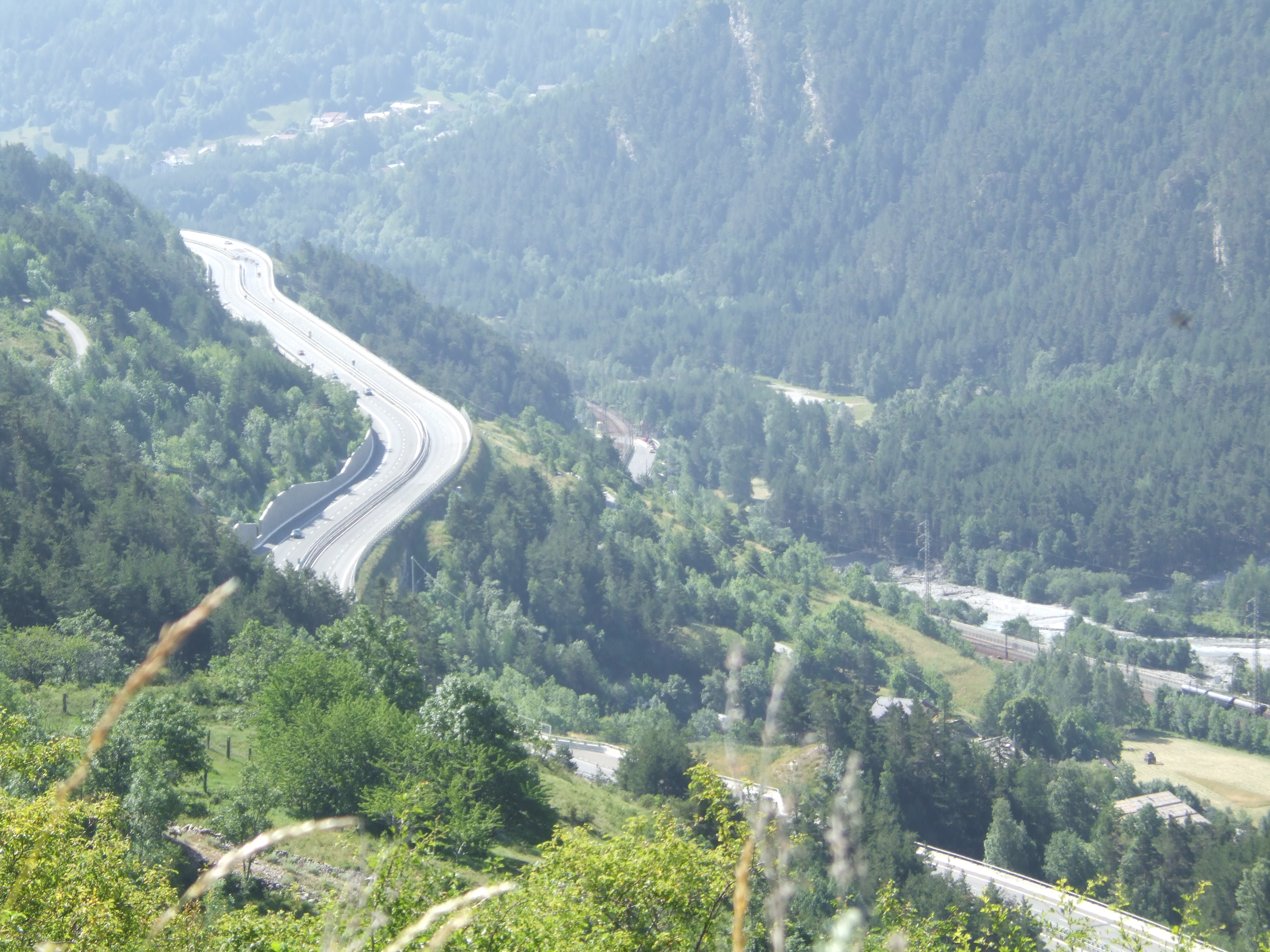
L'Autostrada A32 nei pressi di Beaulard. Sulla destra in basso la Ferrovia del Frejus e la Dora di Bardonecchia.

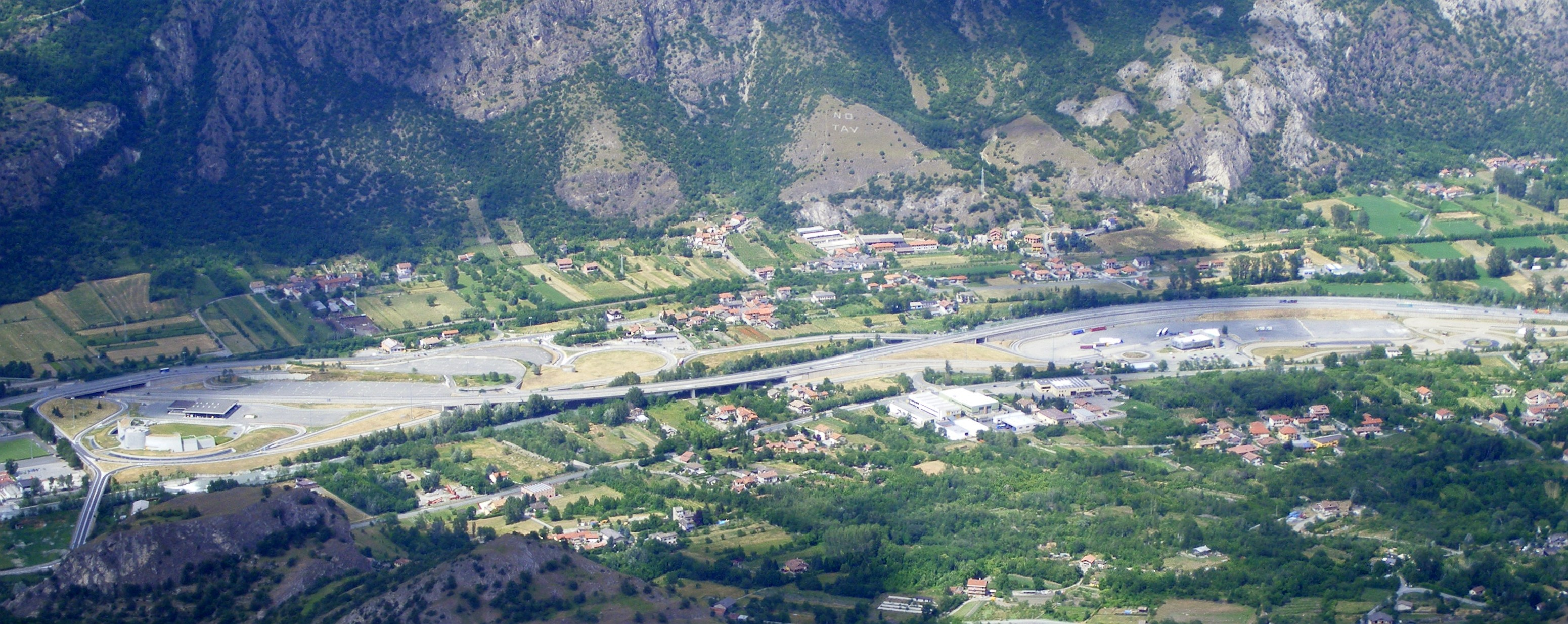
L'autoporto di Susa (a destra) e la palazzina con gli uffici della SITAF.

| TORINO - FREJUS Autostrada del Frejus |                                                       |      |      |           |                |
| Tipo                                  | Indicazione                                           | ↓km↓ | ↑km↑ | Provincia | Strada europea |
|                                       | tangenziale Nord di Torino                            | -    | -    | TO        |                |
|                                       | Rivoli - Rosta Zona industriale                       | 0    | 73   | TO        |                |
|                                       | Avigliana Est                                         | 6.9  | 66,1 | TO        |                |
|                                       | Avigliana Centro                                      | 7,2  | 65,8 | TO        |                |
|                                       | Avigliana Ovest - Almese                              | 9    | 64   | TO        |                |
|                                       | Barriera Avigliana pedaggio 5,40€                     |      |      | TO        |                |
|                                       | Borgone                                               | 24   | 43   | TO        |                |
|                                       | Chianocco                                             | 28   | 45   | TO        |                |
|                                       | Susa Est                                              | 35   | 38   | TO        |                |
|                                       | Susa EstAutoporto                                     | 36   | 37   | TO        |                |
|                                       | Susa Ovest del Moncenisio - Venaus                    | 40   | 33   | TO        |                |
|                                       | Area di servizio "Gran Bosco Salbertrand"             | 54   | 19   | TO        |                |
|                                       | Barriera Salbertrand pedaggio 7,40€                   | 57   | 16   | TO        |                |
|                                       | Oulx Est                                              | 59   | 14   | TO        |                |
|                                       | Oulx Ovest                                            | 61,5 | 11,5 | TO        |                |
|                                       | Oulx Circ.ne del Monginevro                           |      |      | TO        |                |
|                                       | Savoulx di Bardonecchia                               | 65   | 8    | TO        |                |
|                                       | Bardonecchia di Bardonecchia                          | 72   | 1    | TO        |                |
|                                       | Area di servizio "Frejus"                             | 73   | 0    | TO        |                |
|                                       | Traforo stradale del Frejus                           | -    | -    |           |                |
|                                       | autostrada della Maurienne Confine di Stato - Francia | -    | -    | -         |                |

## Circonvallazione di Oulx
Dallo svincolo Oulx Circonvallazione della A32, inizia la Circonvallazione di Oulx, che, sebbene a carreggiata unica, è classificata come autostrada. Aggira l'abitato di Oulx per una lunghezza complessiva di 2,3 Km e presenta uno svincolo per Cesana Torinese. Viene gestito dalla stessa SITAF.
| CIRCONVALLAZIONE DI OULX |                       |      |      |           |  |
| Tipo                     | Indicazione           | ↓km↓ | ↑km↑ | Provincia |  |
|                          | Torino - Bardonecchia | 0    | 2,3  | TO        |  |
|                          | Cesana Torinese       |      |      | TO        |  |
|                          | Oulx                  | 2,3  | 0    | TO        |  |